# Miessaure
Miessaure är en sjö i Jokkmokks kommun i Lappland och ingår i Luleälvens huvudavrinningsområde. Sjön har en area på 0,658 kvadratkilometer och ligger 293 meter över havet. Sjön avvattnas av vattendraget Miessaurebäcken.

## Delavrinningsområde
Miessaure ingår i det delavrinningsområde (740894-168697) som SMHI kallar för Namn saknas. Medelhöjden är 320 meter över havet och ytan är 14,63 kvadratkilometer. Det finns inga avrinningsområden uppströms utan avrinningsområdet är högsta punkten. Miessaurebäcken som avvattnar avrinningsområdet har biflödesordning 2, vilket innebär att vattnet flödar genom totalt 2 vattendrag innan det når havet efter 176 kilometer. Avrinningsområdet består mestadels av skog (71 procent) och sankmarker (24 procent). Avrinningsområdet har 0,65 kvadratkilometer vattenytor vilket ger det en sjöprocent på 4,5 procent.